# Курский трамвай
Курский трамвай — система городского электрического трамвая в Курске. Открыта 30 (18) апреля 1898 года, входит в четвёрку старейших электрических трамвайных систем в России (наряду с трамваями Калининграда, Нижнего Новгорода и Орла). Курское трамвайное хозяйство эксплуатируется государственным унитарным предприятием Курской области «Курскэлектротранс».

## Хронология

### Дореволюционный период (1898 — 1918 гг.)
- 1898 год — открытие трамвайного движения в Курске — первая линия проходила по Московской (ныне — Ленина) и Херсонской (ныне — Дзержинского) улицам Трамвайное движение в Курске было открыто 30 (18) апреля 1898 года. Построен курский трамвай был по проекту московского инженера путей сообщения И. А. Лихачёва. Финансированием строительства, а позже и управлением трамвайного хозяйства занималось бельгийское анонимное общество «Курский трамвай».[1] В 1910 — 1916 годах директором Анонимного Общества «Курский трамвай» был инженер-электрик Генрих Леонович Далебру (встречается также написание фамилии как Дальбру), который одновременно был и директором «Орловского трамвая» и администратором «Киевских городских железных дорог».[2][3][4]
- 1918 год — остановка трамвайного движения в связи с началом Гражданской войны.

### Советский период (1924 — 1991 гг.)

#### Довоенный период (1924 — 1941 гг.)
- 1924 год — восстановление трамвайного движения в Курске после окончания Гражданской войны.
- 1931 год — открытие Северного депо.
- 1935 год — открытие линии от центра к Железнодорожному вокзалу.
- 1935 год — открытие линии от электростанции до Барнышёвской площади (ныне — площади Добролюбова).
- 1939 год — открытие линии от Барнышёвской площади до кожзавода.
- 1939 год — открытие линии от кожзавода до мясокомбината.

##### Годы немецко-фашистской оккупации (1941 — 1943 гг.)
- 1941 год — остановка трамвайного движения в связи с оккупацией Курска немецкими войсками во время Великой Отечественной войны С началом Великой Отечественной войны большинство мужчин, сотрудников «Курского трамвая» ушли на фронт. Их места занимают женщины и подростки. Осенью 1941 года стало понятно, что город под угрозой оккупации, планировалось эвакуировать трамвайное оборудование в Новосибирск. Но не хватило времени.  В итоге 3 ноября город занимают нацисты, и трамвайное движение «умирает» вновь, на 2 года. Это была почти буквальная смерть: за время оккупации из 29,5 км трамвайных путей было разрушено 16,6, мост через Тускарь разбомбили, а Северное депо успело побыть ремонтной базой для немецких танков.
- 1943 год — восстановление трамвайного движения в Курске после освобождения от немецко-фашистских захватчиков К восстановлению трамвайного движения приступили спустя всего 11 дней после освобождения города — 19 февраля 1943 года. В это время даже осмотр повреждённых путей был задачей непростой — Курск оставался уязвим для немецких бомбардировок, и рабочим кроме инструментов требовались противогазы, аптечки, светомаскировочная бумага и прочее.  Стекла и досок не хватало — окна в трамваях забивали фанерой. В городе не хватало даже простой бумаги — докладные начальству и отчёты писали на обратной стороне сорванных со стен обоев.  12 февраля 1943 г. Горсовет принял решение призвать оставшихся в городе рабочих и служащих на свои предприятия и начать их восстановление. Из Челябинска был вызван Е.Р.Брежнев, из партизанского отряда вернулся С.И.Дмитриев, который был назначен директором трамвайного треста. Под их руководством началась героическая эпопея восстановления Курского трамвая уже во второй раз. Всего за полгода трамвай восстал из пепла. 19 сентября было открыто движение от Северного депо до пл.Добролюбова, затем к первой годовщине освобождения был открыт маршрут "Вокзал - Кожзавод".   Восстановление этой линии далось труднее - полотно вблизи вокзала было все изрыто воронками от авиабомб и снарядов. Предварительную расчистку производили бригады домохозяек во главе с председателями уличкомов. Управление тыла Центрального фронта помогло построить мост через р.Тускарь. Так, общими усилиями куряне возрождали свой трамвай. Позднее были восстановлены линии до парка Солянка и далее до р.Сейм.   19 сентября 1943г. началось движение. Семен Иванович Дмитриев сообщил в главное управление трамваев и троллейбусов РСФСР: "Восстановлено 18 пассажирских вагонов, смонтировано 3 токарных станка, 2 сверлильных, установлено несколько стационарных компрессоров, подготовлено корыто для укладки шпал на протяжении 7 км, уложено 600 штук шпал, подвешено 14,3км. воздушного провода. Благодаря героизму своих работников в июле 1944г. Курский трамвай занял второе место в соцсоревновании РСФСР.[5]«Зайдите в любой вагон трамвая, и вы в этом убедитесь. Ни у управления вагоном, ни на кондукторском месте мужчин нет. Их заменили женщины». «Курская правда».

#### Первые послевоенные десятилетия (1947 — 1966 гг.)
- 1947 год — крушение трамвая на Кировском мосту.В спешке и стремлении восстановить довоенные показатели безопасность выпускалась из виду. И если к то и дело выпадавшим из вагонов пассажирам общественность успела привыкнуть, то трагедия 1947 года потрясла курян.  То, что Кировский мост восстановили в кратчайшие после освобождения города сроки, не делало его лучше – резкий поворот перед самым мостом и крутой спуск к нему создавали не одну аварийную ситуацию. Вагоновожатая Шурова дважды попадала в аварию на этом участке пути. По существующим правилам, уже после первого инцидента её должны были перевести на другой маршрут. Однако начальник службы движения Алябьева закрыла на это глаза.  6 ноября Шурова вела вагон от площади Перекальского, когда в районе инфекционной больницы в трамвайной сети упало напряжение. Трамвай, набирая скорость, покатился вниз, а перепуганная водитель не сразу начала тормозить. Последним спасением мог бы стать ручной тормоз, но у девушки не хватило сил применить его. В итоге трамвай, не вписавшись в резкий поворот линии, пробил деревянную ограду моста и упал в реку.  К этому времени часть пассажиров успела выпрыгнуть на ходу — двери открывались изнутри салона вручную. Как выяснил курский краевед Илья Шпаков, на месте погибли Анастасия Калужская и её 7-месячный сын, 19-летняя Клавдия Протонина и 17-летняя Валентина Брежнева из хутора Волобуево и 32-летний старший лейтенант из Симферополя Иван Чистосердов.  Позже в больнице скончались 47-летний Владимир Дремин, 52-летняя Мария Локтионова и 32-летний Аркадий Дородных. Всего в аварии 8 человек погибли и 30 получили ранения. Погибших хоронила за городской счёт, пострадавшим выдали талоны на одежду и дрова, ставшим инвалидами начислили пенсию  Что касается расследования трагедии, то проверка выявила множество нарушений. Например, вагоновожатая Шурова вообще не числилась в трамвайном тресте – из-за спешки уничтоженную немцами документацию не успели восстановить.  В итоге начальника управления курским трамваем Григория Каплана уволили, главного инженера понизили в должности, кировский мост вновь переделали, а на опасном его участке до 90-х годов дежурил специалист, проверяющий у трамваев тормозную систему.  Хроники курского трамвая: часть 4 - РИА Курск[5]
- 1949 год — открытие линии до парка Солянка.
- 1950 год — открытие линии до площади Льговский поворот.
- 1951 год — открытие линии до завода РТИ.
- 1953 год — открытие линии до района Рышково (конечная остановка «Аккумуляторный завод»).
- 1954 год — открытие линии от улицы Дзержинского до улицы Бойцов 9-й Дивизии по улице Верхняя Луговая.
- 1956 год — перенос трамвайной линии в Кировском районе с Интернациональной улицы на улицы Дубровинского и Маяковского. Открытие линии от улицы Бойцов 9-й Дивизии до улицы Запольной.
- 1958 год — открытие линии от улицы Энгельса по 1-й Подшипниковой улице (ныне — Сумская) к посёлку Курского завода тракторных запчастей (КЗТЗ).
- 1959 год — открытие линии от аккумуляторного завода до посёлка Гуторово (завод синтетического волокна).
- 1965 год — открытие Южного трамвайного депо на 75 вагонов в районе КЗТЗ.

#### Модернизация Курского трамвая (1966 — 1991 гг.)
- 1967 год — открытие линии от Запольной улицы по улицам Красный Октябрь и 1-й Пушкарной до кольца «Хлебозавод». Окончание эксплуатации вагонов Х, М и МС.
- 1970 год — открытие линии от Южного трамвайного депо до ул. Малышева. Окончание эксплуатации вагонов РВЗ-6.
- 1973 год — закрытие трамвайной линии на улице Ленина. Летом 1972 года трамвайные пути на улице Ленина были признаны аварийными. Ремонтировать участок не стали, вместо этого горсовет постановил вовсе убрать трамвайное движение с главной улицы. Своё решение депутаты объяснили необходимостью реконструкции самой улицы, а главное – городских коммуникаций, находящихся под рельсами. На выполнение задачи по уборке путей со всей улицы трамвайному управлению дали одну ночь! Пришлось включить смекалку и использовать печальный опыт Великой Отечественной войны. Работники управления собрали конструкцию, подобную той, которой отступающие из города оккупанты уничтожали железнодорожные пути. Немецкое устройство тащил за собой локомотив, сдирая рельсы, вот только по улице Ленина поезд пустить было нельзя.  В итоге вместо локомотива использовали сцепленные вместе два МТВ-82. Содранные рельсы тут же резали на части и вывозили вместе со шпалами и брусчаткой, «шрамы» засыпали песком, и утром 19 мая 1973 года никаких трамвайных путей на улице Ленина не было.  Решение было абсолютно не обосновано: главная улица на тот момент не была загружена так, как сейчас. Напротив, общественного транспорта не хватало. Что касается упомянутой депутатами реконструкции коммуникаций, то она не была проведена — улицу просто заасфальтировали.[6] Начало строительства Восточного трамвайного депо в Железнодорожном округе города Курска. Окончание эксплуатации вагонов МТВ-82.
- 1974 год — открытие линии от Южной автостанции (площадь Дзержинского) до Политехнического института — КПИ (сейчас Юго-Западный государственный университет — ЮЗГУ).
- 1977 год — консервация строительства Восточного депо, перенаправление усилий на реконструкцию трамвайной линии к Льговскому повороту в скоростную.
- 1978 год — открытие нового трамвайного путепровода на пересечении улиц Сумская и Энгельса как ключевого объекта скоростной трамвайной линии.
- 1982 год — 5 ноября открытие реконструированной скоростной трамвайной линии от пл. Дзержинского до Льговского поворота.
- 1984 год — открытие линии от КГТУ до Автовокзала.
- 1985 год — открытие линии от улицы Маяковского до Курского з-да передвижных агрегатов, возобновление строительства Восточного трамвайного депо на 150 вагонов Татра Т6В5.
- 1987 год — открытие Восточного депо. Перепрофилирование Северного депо в Службу пути.
- 1988 год — открытие линии от КЗПА до Подшипникового з-да (ныне ЗАО «Курская подшипниковая компания»).

### Курский трамвай после распада СССР (1991 — 2004 гг.)

#### «Затишье перед бурей» (1991 — 2003 гг.)
- 1997 год — отмена маршрута № 7 «Площадь Дзержинского — Химволокно».
- 1998 год — Курский трамвай отмечает своё 100-летие со дня основания.
- 2000 год — реконструкция путей по улице Перекальского.

#### Курский трамвай в период «Трамвайных погромов» (2004 — 2018 гг.)
Период трамвайных погромов с начала 2000-х годов и до конца 2010-х сопровождался массовым демонтажём трамвайных линий и ликвидацией трамвайных депо в окрестных городах (Смоленске, Липецке, Воронеже, Рязани, Туле).
- 2004 год — закрытие Южного депо. Отмена маршрута № 6 «пл. Добролюбова — ул. Малышева», отмена маршрута № 9 «Железнодорожный вокзал — ГПЗ-20». Демонтаж путей по улице Дзержинского.
- 2005 год — замена 1.2 км рельсошпальной решётки при реконструкции улицы Сумской, первый бесстыковой «бархатный» путь с резиновыми антивибрационными прокладками в асфальте.
- 2007 год — ремонт участка от Московской площади до Перекальского.
- 2008 год — начало ремонта пути на спуске к Кировскому мосту.
- 2010 год — демонтаж служебного кольца «ЮЗГУ».
- 2011 год — реконструкция пути по ул. Дубровинского, открытие движения по новому Кировскому мосту после ремонта.
- 2012 год — закрытие Северного депо, закупка десяти вагонов Tatra T3SUCS. Открытие маршрута №5А «Хлебозавод — Химволокно» для работы в часы пик. Демонтаж служебного кольца «Льговский поворот».
- 2016 год — отмена маршрутов № 5 «Химволокно — ул. Запольная» , №5А «Хлебозавод — Химволокно» и № 8 «Хлебозавод — ул. Малышева»
- 2018 год — прекращение пассажирского движения на участке «ул. Ольховская- Химволокно» протяжённостью 3 км, маршрут № 3 сокращён до ул. Ольховской. Маршрут № 2 сокращён до Хлебозавода. В Курск поступают 20 вагонов 71-619К из Москвы.

##### «Полёт трамвая» 27 июля 2021 года
- 27 июля в 7 часов 40 минут трамвай двигался со стороны улицы Красного октября по улице Запольная в сторону улицы Верхняя Луговая. В районе дома № 211 по Верхней Луговой вагон сошёл с рельсов, - рассказал сотрудник пресс-службы городского отдела ГИБДД Георгий Кулагин. - В результате ДТП пострадал пассажир трамвая - мужчина 1950 года рождения и женщина-пешеход, 1988 года рождения.
Рассказы очевидцев происшествия и комментарии пользователей социальных сетей звучат гораздо эмоциональнее.
- Хорошо ещё, что не опрокинулся на полном ходу.... пострадавших могло быть в разы больше!
- Представляете, как водителю трамвая стало страшно, да и пассажирам. Они наверное думали что это последняя поездка!
Естественно, куряне не могли не отметить, что потерпевший крушение трамвай - недавний подарок Курску из столицы. Жители города в социальных сетях вновь, в который раз, весьма скептически весь день оценивают качество московских вагонов, но не забывают и об условиях ремонта и эксплуатации подвижного состава по месту их сегодняшней прописки.
Руководитель департамента пассажирского транспорта Курска Григорий Богачёв, в свою очередь, постарался снять некоторые из возникших вопросов.
- Трамвайные вагоны МУП «Курскэлектротранс» ежедневно, перед выпуском на линию проходят техосмотр; более тщательное ТО, в том числе обслуживание тормозной системы - каждые 7 - 9 суток. Отметки о прохождении технического обслуживания фиксируются в, так называемой, «книге поезда», которая является индивидуальной для каждого трамвайного вагона, - пояснил главный транспортник города. - Все водители трамваев в обязательном порядке перед выходом на линию проходят предрейсовый медицинский контроль. Соответствующие отметки вносятся в путевой лист и фиксируются в журнале медицинского осмотра.

В том, что все формальные тонкости в МУП "Курскэлектротранс" будут в порядке, никто, в общем-то, и не сомневается. А вот помогут ли эти документы определить причины происшествия — пока вопрос.
После этой аварии к 2023-му году из 20 вагонов 71-619К («Московские подарки») в депо осталось 7 вагонов, да и те используются крайне редко. После 28 августа 2023 оставлены от эксплуатации.

### Перестройка трамвайной системы по концессионному соглашению (2021 — н.в.)
- 2021 год — в Восточное трамвайное депо прибыл первый из 20 вагонов МТТЧ, переданных из Москвы для замены части изношенных вагонов.
- с 2021 года — консервация участка маршрута №3 протяжённостью 13,5 км от ул. Ольховской до Автовокзала с его отрезанием от остальной сети в районе Сумской развязки из-за разбора съездов на реконструируемый маршрут №4.

#### Транспортная реформа в Курске (2022 — н.в.)
- 2022 год — Заключение 15 августа концессионного соглашения с ООО «Группа Мовиста». 19 декабря -— прибытие первого вагона 71-911ЕМ «Львёнок» в рамках концессионного соглашения.[7]

Полностью демонтирован участок «Улица Ольховская -— завод "Химволокно"».
- 2023 год — Поступление новых терминалов для оплаты банковскими картами, подорожание проезда с 20/25₽ до 25/31₽ (карта/наличные). Строительство новой диспетчерской на территории Восточного депо. Списание трамваев TatraT6B5, так же остальные вагоны (кроме МТТЧ) будут списаны в течение 2023 года. С 1 апреля 2023 года начинается реконструкция трамвайных путей на участке Восточное депо - АПЗ-20. Трамвайный маршрут №1 будет работать по укороченной трассировки до завода Электроагрегат. С 10 мая 2023 года началась реконструкция трамвайных путей на участке Улица Октябрьская - Железнодорожный вокзал. Трамвайные маршруты №2 и №4 укорочены до к/ст Хлебозавод. С 1 июля 2023 года трамвайный маршрут №1 закрыт на реконструкцию, вместо него на время реконструкции пущен компенсационный маршрут № 1А «ТЦ Европа — АО Электроагрегат» на автобусах малого класса вместимости «ПАЗ-32054» по нетто-контракту, маршрут обслуживает ИП Овсянников В.И. Трамваи идут в депо по одной линии, организовано реверсивное движение. С 13 июля 2023 года началось возведение пункта временного досмотра и ремонта трамваев. С 29 августа 2023 года полностью прекращено движение на участке от Восточного депо до к/ст Хлебозавод в связи с началом реконструкции трамвайных путей на этом участке. Трамваи ночуют вне депо на к/ст Хлебозавод и к/ст Площадь Дзержинского. На к/ст Хлебозавод завершено возведение пункта временного досмотра и ремонта трамваев, который будет обслуживать трамвайные вагоны на время реконструкции.

- 2024 год — С 1 января произошло изменение стоимости проезда с 25/31 (карта/наличные) до 27/33 (карта/наличные).[8] 1 марта открыто движение новых трамваев «Львёнок» по обновлённому маршруту № 1 по укороченной версии «Железнодорожный вокзал — ЗАО КПК». С 4 марта маршрут № 1 работает в полноценном объёме по маршруту «Хлебозавод — ЗАО КПК». Первые две недели проезд на новых трамваях будет бесплатным.[9] 1 апреля закрыто движение трамваев по маршруту № 2 «Хлебозавод — Автовокзал» и маршруту № 3 «Улица Ольховская — Автовокзал». Маршрут № 4 «Улица Малышева — Железнодорожный вокзал» закрыт на реконструкцию, пущены компенсационные маршруты № 2А «Улица Бойцов 9-й Дивизии — Улица Пирогова» и № 4А «Улица Бойцов 9-й Дивизии — Улица Малышева» на автобусах малого класса вместимости «ПАЗ-32054» по нетто-контрактам. Оба маршрута обслуживает ИП Овсянников В. И. Судьба трамвайного маршрута № 3 будет решаться в 2025 г., под реконструкцию может попасть только участок «Площадь Дзержинского — Улица Ольховская» с его дальнейшем продлением до ГКЦ «Лира», при условии федерального финансирования. Компенсационный маршрут № 1А «ТЦ Европа — АО Электроагрегат», запущенный 1 июля 2023 г. на время реконструкции трамвайного маршрута № 1 «Хлебозавод — ЗАО КПК», закрыт. 20 апреля компенсационный маршрут № 2А «Улица Бойцов 9-й Дивизии — Улица Пирогова» продлён на Суворовскую улицу. 24 сентября ПКТС поставили ещё 4 трамвая 71-911ЕМ «Львёнок» в Курск.[10] В последующие месяцы до конца 2024 года было поставлено ещё 10 трамваев 71-911ЕМ «Львёнок». Итого в сумме за 2024 год было поставлено 14 трамваев 71-911ЕМ «Львёнок» для маршрута № 4.

Перспективы в рамках концессии:
- 2024 — 2025: завершение реконструкции путей и контактной сети маршрута № 4 на всём протяжении от КПК до ул. Малышева, реконструкция Восточного депо и тяговых подстанций.

## Маршруты трамвая

### Действующие маршруты по состоянию на 2025 год
- 1. Хлебозавод — ЗАО «КПК»

- 4. Улица Малышева – Железнодорожный вокзал Курск (с 1 апреля 2024 года временно не действует из-за капитального ремонта путей)

## Закрытые маршруты
- 2. Автовокзал - Железнодорожный вокзал (работал до 2023 года)
- 3. Автовокзал - Улица Ольховская (закрыт в 2023 году, до 2018 года к/ст Химволокно)
- 5. Химволокно - Улица Запольная (работал до 2016 года)
- 5а. Химволокно - Хлебозавод (работал в час пик)
- 6. Улица Малышева - Площадь Добролюбова (закрыт в нулевых)
- 7. Химволокно - Площадь Дзержинского (закрыт в нулевых)
- 8. Хлебозавод - Улица Малышева (закрыт в середине 2010-х, в последнее время работал как служба 801)
- 9. АПЗ-20 (ЗАО «КПК») - Железнодорожный вокзал (закрыт вначале нулевых)

## Хронология изменения маршрутной сети
1955 гг.
- 1. Хлебозавод — Автостанция.
- 2. Вокзал — Автостанция.
- 3. Хлебозавод — Рышково.
- 4. Вокзал — Барнышевская площадь.
- 5. Сороковая — Рышково.
- 6. Хлебозавод — Барнышевская площадь.

1971 г.
- 1. Хлебозавод — ул. Ленина — Автостанция.
- 2. Вокзал — ул. Ленина — Автостанция.
- 3. Хлебозавод — ул. Ленина — Завод синтетического волокна.
- 4. Вокзал — ул. Ленина — Трампарк Южный.
- 5. Запольная — Завод синтетического волокна.
- 6. Хлебозавод — ул. Верхняя Луговая — Завод синтетического волокна.

1982 г.
- 1. Хлебозавод — Вокзал.
- 2. Вокзал — КПИ.
- 3. КПИ — Волокно.
- 4. Вокзал — Малышева.
- 5. Запольная — Волокно.
- 6. Малышева — Добролюбова.
- 7. Южная автостанция — Волокно.
- 8. Малышева — Хлебозавод.

1988 г.
- 1. Хлебозавод — ГПЗ-20.
- 2. Железнодорожный вокзал — Автовокзал.
- 3. Химволокно — Автовокзал.
- 4. Улица Малышева — Железнодорожный вокзал.
- 5. Химволокно — Улица Запольная.
- 6. Улица Малышева — Площадь Добролюбова.
- 7. Площадь Дзержинского — Химволокно.
- 8. Улица Малышева — Хлебозавод.
- 9. Железнодорожный вокзал — ГПЗ-20.

2004 г.
- 1. Хлебозавод — АПЗ-20.
- 2. Железнодорожный вокзал — Автовокзал.
- 3. Химволокно — Автовокзал.
- 4. Улица Малышева — Железнодорожный вокзал.
- 5. Химволокно — Улица Запольная.
- 8. Улица Малышева — Хлебозавод.

2012 г.
- 1. Хлебозавод — ЗАО «КПК».
- 2. Железнодорожный вокзал — Автовокзал.
- 3. Химволокно — Автовокзал.
- 4. Железнодорожный вокзал — Улица Малышева.
- 5. Химволокно — Улица Запольная.
- 5а. Химволокно — Хлебозавод (в часы пик).
- 8. Улица Малышева — Хлебозавод.

2017 г.
- 1. Хлебозавод — ЗАО «КПК».
- 2. Хлебозавод — Автовокзал.
- 3. Химволокно — Автовокзал.
- 4. Улица Малышева — Железнодорожный вокзал.

2018 г.
- 1. Хлебозавод — ЗАО «КПК».
- 2. Хлебозавод — Автовокзал.
- 3. Автовокзал — ул. Ольховская.
- 4. Улица Малышева — Железнодорожный вокзал.

2020 г.
- 1. Хлебозавод — ЗАО «КПК».
- 2. Хлебозавод — Железнодорожный вокзал.
- 3. Автовокзал — ул. Ольховская.
- 4. Улица Малышева — Железнодорожный вокзал.

2023 г.
- 2. Хлебозавод — Автовокзал.
- 3. Улица Ольховская — Автовокзал.
- 4. Хлебозавод — Улица Малышева.

#### 2024 г.
- 1. Хлебозавод — ЗАО «КПК» (открыт 1 апреля 2024 года).
- 2. Хлебозавод — Автовокзал (закрыт 1 апреля 2024 года).
- 3. Улица Ольховская — Автовокзал (закрыт 1 апреля 2024 года).
- 4. Улица Малышева — Железнодорожный вокзал Курск (остановлен 1 апреля 2024 года для проведения капитального ремонта путей).

#### 2025 г.
- 1. Хлебозавод — ЗАО «КПК».

## Интервалы движения
- 1. Хлебозавод - ЗАО «КПК» - интервал 8 минут в пик. Выпуск 6 вагонов.
- 4. Улица Малышева — Железнодорожный вокзал Курск. Интервал 6-8 минут в пик. Выпуск 12 вагонов (планируемый режим работы после капитального ремонта рельсового полотна).

## Закрытые маршруты
- 2. Хлебозавод (до 2023 — Железнодорожный вокзал) — Автовокзал.
- 3. Улица Ольховская — Автовокзал
- 5. Улица Запольная — Химволокно.
- 5А. Хлебозавод — Химволокно (Работал в часы пик).
- 6. Улица Малышева — Площадь Добролюбова (Совершал неофициальный оборот на кольце «Улица Запольная»).
- 7. Химволокно — Площадь Дзержинского.
- 8. Улица Малышева — Хлебозавод.
- 9. Железнодорожный вокзал — АПЗ-20 (Ныне — ЗАО «КПК»).

## Подвижной состав
На 2025 год на балансе ГУПКО «Курскэлектротранс» числится: 22 пассажирских вагона.
Эксплуатируемые на данный момент пассажирские вагоны:
- 71-911ЕМ «Львёнок» — 22 вагона.[12][13]

Служебные вагоны:
- Снегоочиститель ГС-4 — 4 вагона.
- Tatra T3SU двухдверная — 4 вагона, из них: 2 лаборатории контактной сети, 1 рельсосварочный, 1 поливомоечный.
- ТК-28 — 1 рельсотранспортер.
- ВТК-01 — 1 щёточно-роторный снегоочиститель.

Музейный подвижной состав:
- Репликар Бельгийского моторного вагона 1898 года.
- Снегоочиститель ГС-4.
- TatraT6B5SU.
- Tatra T3SUCS .
- 71-403 .
- 71-619К.

Ранее эксплуатируемый пассажирский подвижной состав:
- 1898 — 1932 гг. бельгийские вагоны заводов «Рагено» и «Франко-Бэльж».
- 1930 — 1967 гг. вагоны серий Х и М.
- 1943 — 1967 гг. МС.
- 1943 — 1967 гг. П.
- 1952 — 1973 гг. МТВ-82.
- 1962 — 1970 гг. РВЗ-6.
- 1966 — 2011 гг. Tatra T3SU двухдверная.
- 1972 — 2022 гг. Tatra Т3SU.
- 2007 -— 2023 гг. 71-403.
- 2018 -— 2023 гг. 71-619К.
- 1987 — 2024 гг. Tatra T6B5SU.
- 2012 — 2024 гг. Tatra T3SUCS.
- 2022 — 2024 гг. МТТЧ (Модернизированные в 2009 году в Москве вагоны Tatra T3SU).

Ранее эксплуатируемый служебный подвижной состав:
- Маневровый, рельсосварочный, сетеизмеритель, грузовые платформы на базе трамвая серии Х.
- Грузовая платформа на базе прицепного вагона М.
- Сетеизмеритель НТТРЗ на базе РВЗ-6М2.
- Асфальторез, вышка контактной сети на базе МТВ-82.
- Буксир, вагон для замены контактной сети, асфальторез, вагоны-кафе на базе Tatra T3SU.
- Вихревой снегоочиститель ВТК-24.
- рельсошлифовальный вагон ВТК-06.
- Хоппер-дозатор ВТК-09Д.
- Шпалоподбивочная машина ШПМ-02.
- Выправочно-подбивочная машина ПРМ-5ПМ.
- Подъёмно-рихтовочная машина ПРМ-3М.

Репликар на базе снегоочистителя ГС-5:
К 100-летию курского трамвая в 1998 году силами работников Северного трамвайного депо на базе неиспользуемого снегоочистителя ГС-5, по чертежам, сделанным по старым фотографиям, был создан репликар бельгийского моторного вагона, эксплуатировавшегося в Курске с 1898 по 1932 год. 

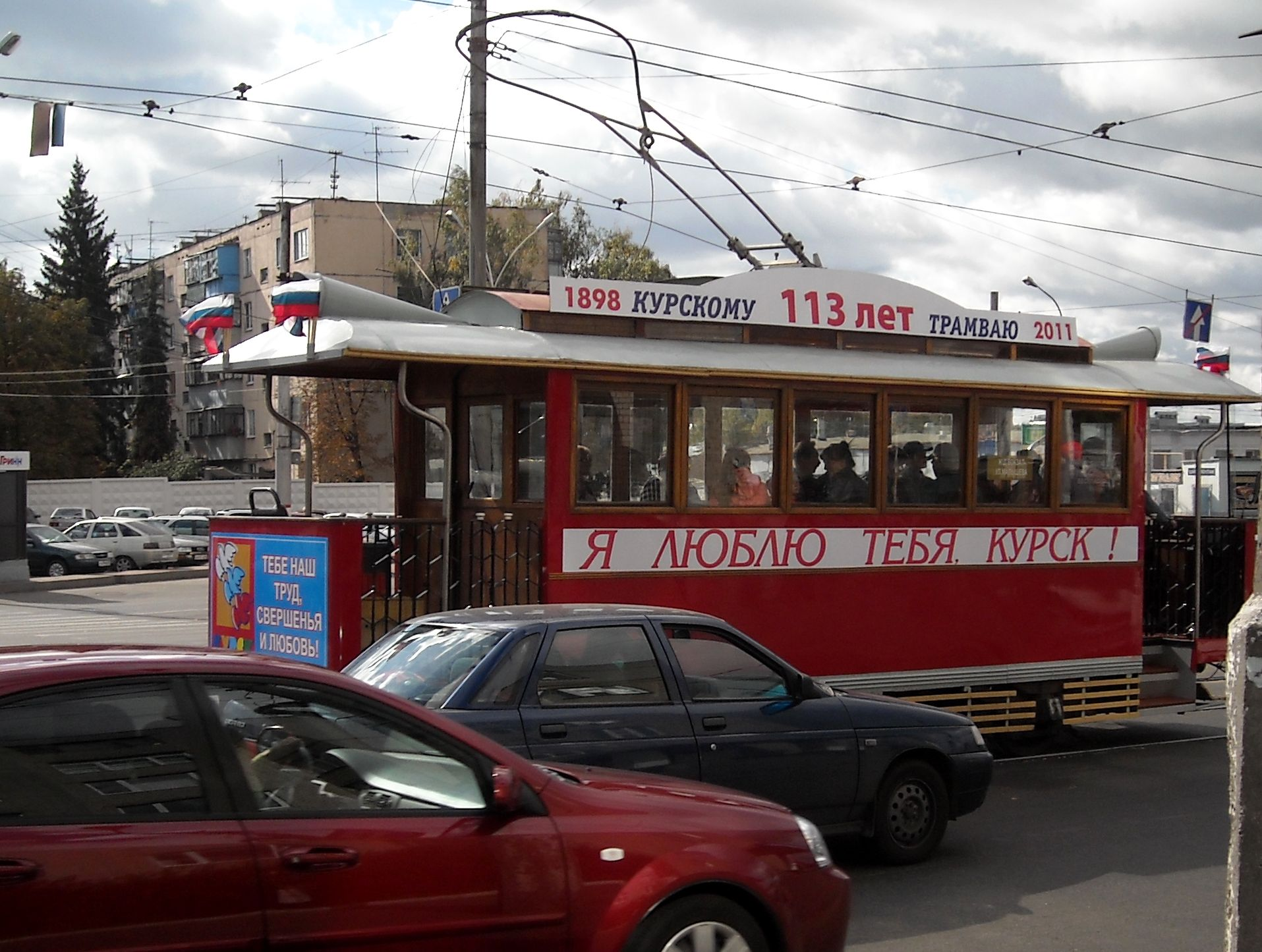
Старинный трамвай — репликар бельгийского трамвая 1898 года на улицах Курска
- Поездка в трамвае-репликаре по трамвайной сети Курска
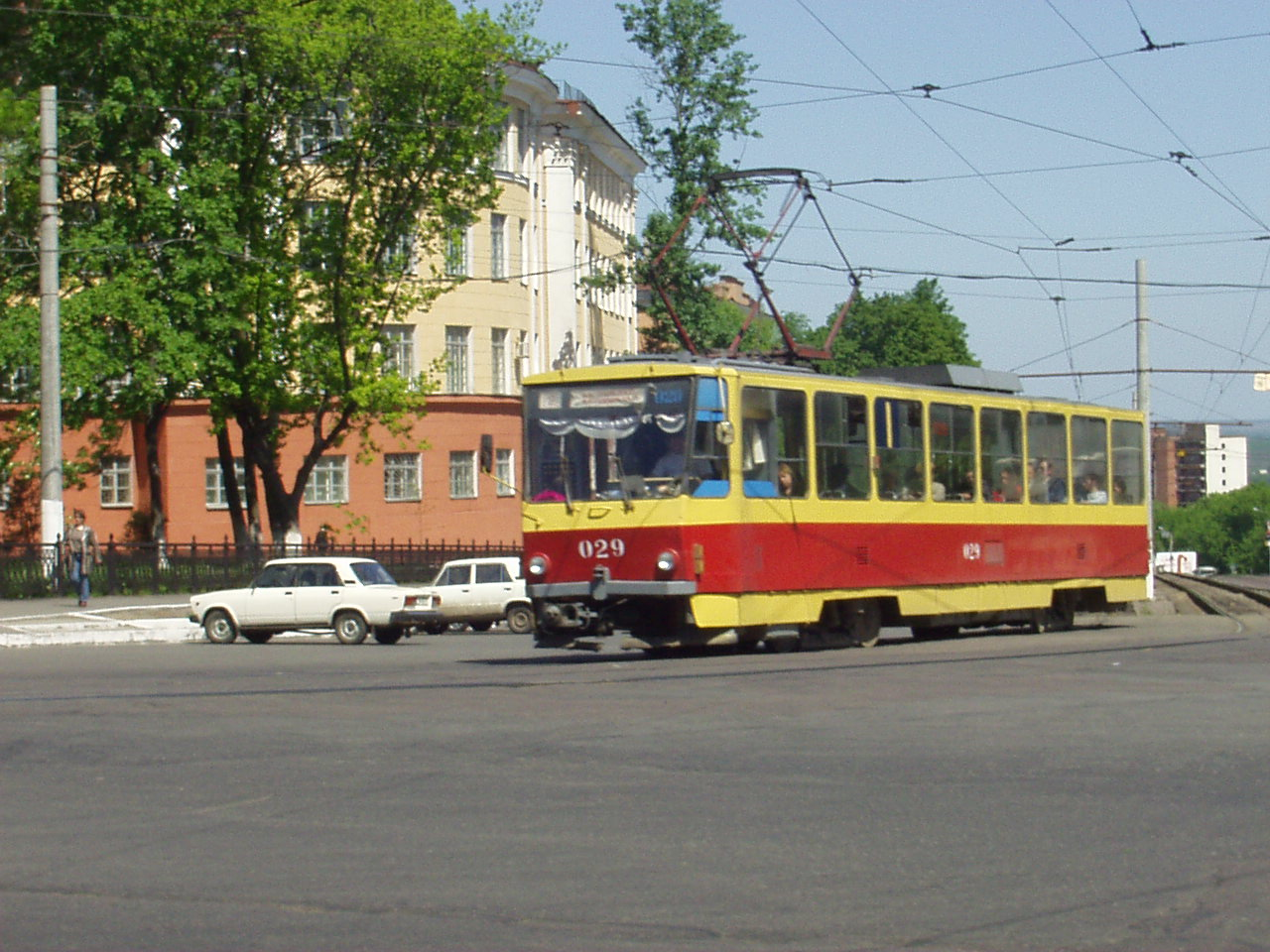
Трамвай Tatra T6B5SU на площади Перекальского
Трамвай 71-911ЕМ «Львёнок» (Петрович) на остановке «Железнодорожная больница»
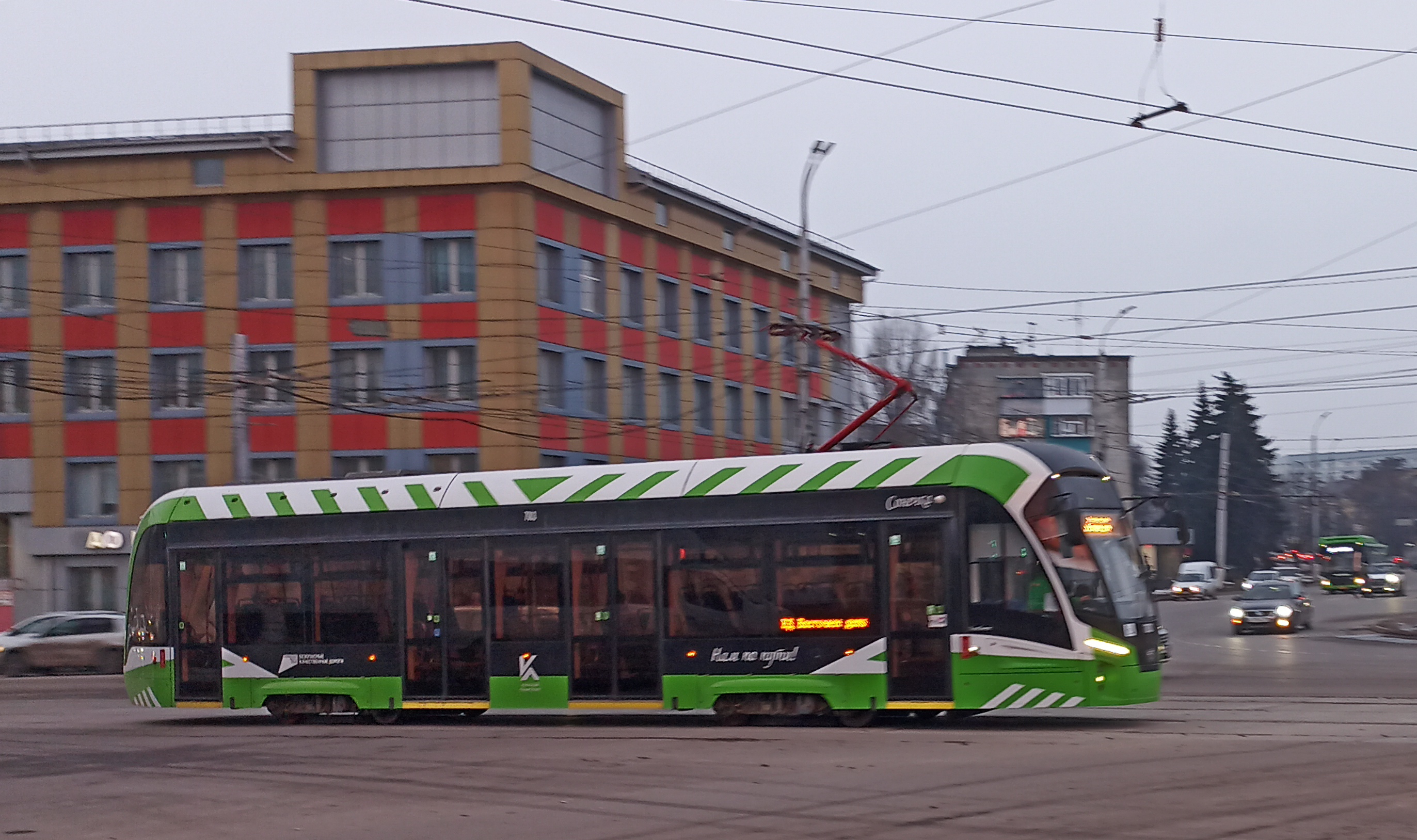
Трамвай 71-911ЕМ «Львёнок» (Сонечка) на Московской площади Курска

## Депо

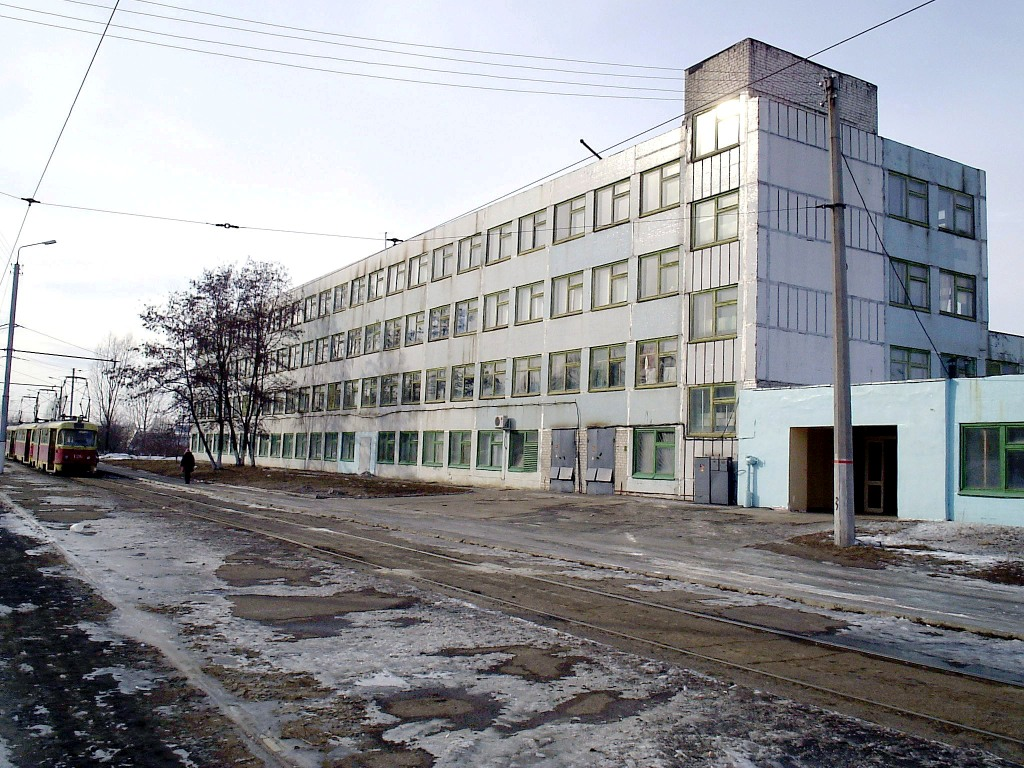
Административно-бытовой корпус в Восточном депо

На протяжении почти полутора веков работы курского трамвая в Курске было построено 4 депо:
- Бревенчатые гаражи-депо на улице Выгонной, рассчитанные на 6 моторных и 4 прицепных вагона бельгийского производства. (1897 — 1931). Было первым депо в Курске, пути от которого выходили на Херсонскую улицу. Сейчас на его месте располагается гостиница «Белая Акация».
- Северное депо на 75 вагонов (1931 — 2012). После открытия Восточного депо являлось службой пути и ВРМ, обслуживало спецвагоны, проводился КВР трамваев и троллейбусов. Депо располагалось в центре города, около Северного рынка. Территория была выкуплена предпринимателем Николаем Полторацким, депо снесено, служебные вагоны списаны, частично перебазированы в Восточное депо. Ныне на его месте располагается крупнейший в Черноземье торговый центр «Central Park».
- Южное депо на 75 вагонов (1965 — 2004). Располагалось в микрорайоне КЗТЗ, было закрыто в 2004 году, трамваи переданы в Восточное депо. Разобран веер и въездная группа, а имеющиеся ангары были переделаны в стоянку служебного транспорта полиции, рельсы, идущие от них, частично сохранились. В 2024 году в рамках реконструкции путей остатки въездной группы были демонтированы.
- Восточное депо на 150 вагонов (с 1987). Расположено на 2-й Агрегатной улице. Имеет две входные группы, цеха планового осмотра и ремонта, веера для трамваев, мойку, а также веер и цех службы пути, перенесенной в 2012 году из Северного депо. В декабре 2022 года начаты работы по реконструкции построек на территории депо.

В настоящее время всю трамвайную систему обслуживает единственное оставшееся Восточное трамвайное депо на 2-й Агрегатной улице.
На время реконструкции инфраструктуры на участке Хлебозавод - КПК на кольце Хлебозавод был возведён пункт технического обслуживания, где осуществлялись работы разной сложности от покраски и сварки до ремонта электроники, замены пантографов и тележек.